# Gérard Henri de Vaucouleurs
Gérard Henri de Vaucouleurs, francosko-ameriški astronom, * 25. april 1918, Pariz, Francija, † 7. oktober 1995, Austin, Teksas, ZDA.

## Življenje in delo
De Vaucouleurs je že zelo zgodaj postal ljubiteljski astronom. Mati mu je pri štirinajstih kupila majhen daljnogled. Diplomiral je leta 1939 na Sorboni (La Sorbonne) v Parizu. Sodeloval je v 2. svetovni vojni. Po vojni je nadaljeval z delom v astronomiji.
Leta 1944 se je poročil z Antoinette, rojeno Piétra, ki je bila prav tako astronomka.
Med letoma 1949 in 1951 je bil v Angliji in med 1951 ter 1957 v Avstraliji na Observatoriju Mount Stromlo. Med 1957 in 1958 na Lowllovem observatoriju in med 1958 in 1960 na Observatoriju Kolidža Harvard. Leta 1960 se je preselil na Univerzo Teksasa v Austinu, kjer je ostal do konca svoje profesionalne poti.
Raziskoval je galaksije in bil soavtor Tretjega referenčnega kataloga svetlih galaksij (Third Reference Catalogue of Bright Galaxies). Razvil je morfološko razvrstitev galaksij, izpopolnjeno različico Hubble-Sandageove razvrstitve.

## Priznanja

### Nagrade
Ameriško astronomsko društvo mu je leta 1988 za njegove življenjsko delo na področju astronomije podelilo lektorat Henryja Norrisa Russlla.

### Osmrtnice
- BAAS 28 (1996) 1449